# Kragehul
Das Kragehul ist ein Kesselmoor mit einem etwa 1.500 m² großen Fundplatz der Germanischen Eisenzeit im Zentrum. Es liegt nordwestlich von Flemløse im Båg Herred, unweit von Assens auf der Insel Fünen in Dänemark.
Erste Funde wurden beim Torfabbau gemacht und bereits 1761 von S. Abildgaard publiziert. Mitte des 19. Jahrhunderts wurden mehrfach Waffen und Ausrüstungsgegenstände gefunden. 1864 erfolgte eine Sondage (von 40 m²) durch Helvig Conrad Engelhardt (1825–1881), dem Ausgräber des Nydam-Schiffes. Die letzten Grabungen fanden 1876 und 77 statt. 1867 publizierte Engelhardt die Funde. Sie wurden nicht systematisch katalogisiert; zudem gingen einige der älteren verloren.

## Fundmaterial und -umstände
Engelhardt listet Schwerter, Scheiden und Scheidenbeschläge auf, darunter Ortbänder und Riemenbügel. 80 Speer- und Lanzenspitzen, eine Axt, zwei Bögen, 20 Pfeilspitzen (12 aus Eisen, 8 aus Bein), dazu Schaftfragmente. Ein Schildbuckel, Beschläge aus Eisen oder Bronze, sowie Holzfragmente. Utensilien wie Messer, eine Schere, Pinzetten, Glas- und Bernsteinperlen sowie Anhänger aus Eisen. Fragmente von Pferdegeschirr, ein „Westlandkessel“ aus Bronze, mehrere Holz- und ein Tongefäß. Es ist davon auszugehen, dass das geborgene Material nur einen Teil der Opferungen ausmacht.
Einige älteren Objekte wurden im offenen Wasser deponiert, denn sind auf den damaligen Seegrund gesunken. In dem basischen Milieu wurde Eisen konserviert, wohingegen Textilien und Leder vergingen. Die jüngsten Objekte fanden sich in einem torfähnlich, sauren Milieu. Wie die Erhaltung von Holz zeigt, wurden die Objekte vor der Deponierung nicht verbrannt. Viele Objekte wurden in Lagen verstreut, doch konnten auch Fundkonzentrationen erfasst werden.
Siehe auch: Erhaltungsbedingungen für organisches Material

## Chronologie

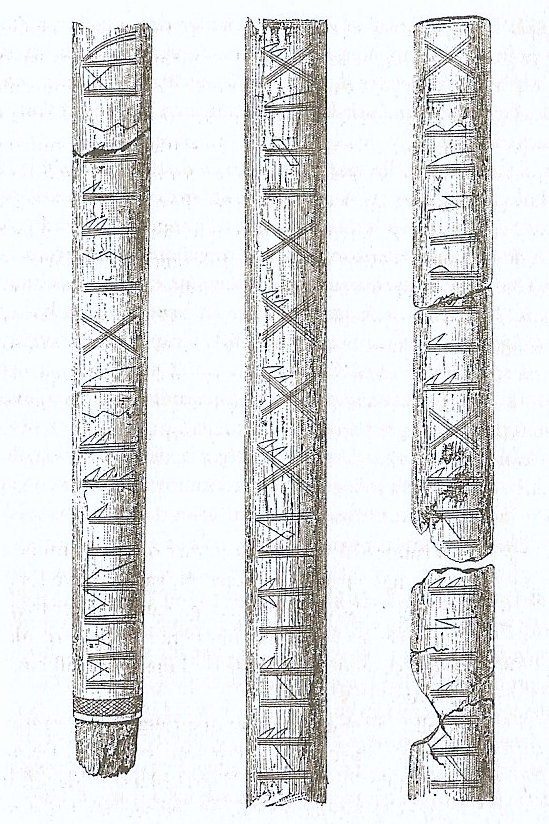
Zeichnung der Kragehuler Lanzenschäfte von 1884

Die Speer- und Lanzenspitzen, als bedeutendste Fundgruppe, stellen das beste Quellenmaterial zur feinchronologischen Einordnung der Deponien dar.
- Die älteste ist eine Spitze vom Typ Hunn, die an den Übergang von der älteren zur jüngeren Kaiserzeit zu stellen ist. Zu ihr gehört das Bruchstück eines Zweilagenkamms.
- Die zweite Opferung ist ans Ende der Periode C2 zu stellen. Dazu zählen Lanzen- und Speerspitzen. Der Westlandkessel kann dieser oder der folgenden Niederlegung angehören.
- Die dritte Deponierung ist der Übergangsperiode C3-D1 zuzuordnen. Sie enthält Speerspitzen, geflügelte Ortbänder, Schwerter mit sanduhrförmigem Griff, Knäufe mit Tierköpfen sowie Mundbleche und Riemenbügel mit ähnlicher Verzierung und einen länglichspitzovalen Feuerschlagstein.
- Kragehul ist besonders für Objekte aus der Periode D bekannt. Das gilt für Speere und Lanzen, die der Germanischen Eisenzeit[1] zuzuweisen und in 30 Fällen mit entrelac-verzierten (Flechtmuster) Schäften ausgestattet sind. Es handelt sich um u-förmige Ortbänder, Schwertknäufe sowie Messergriffe mit einer Runenbeschriftung die zur älteren Kategorie gehört.

Neben den genannten sind Objekte bekannt, die sich einer Zuordnung zu Niederlegungen entziehen. Das gilt für die Bögen und Pfeilspitzen, für die Axt sowie für zahlreiche andere Gegenstände. Trotz gewisser Mängel zeigt der Vergleich mit anderen Mooropfern (dänisch Offermose) jedoch die Regelhaftigkeit des Materials von Kragehul. Die Ausgrabungen und Analysen der Mooropfer von Illerup Ådal und Ejsbøl ergaben, dass die Hinterlassenschaften als Zeugnis mehrerer größerer Deponierungen zu deuten sind. Die Chronologie der Waffen ermöglicht den Nachweis gleichzeitiger Niederlegungen auch mit jenen Mooropferplätzen, deren Ausgrabung nur ungenügend oder überhaupt nicht dokumentiert wurde.
Dank der Auswertung von jüngeren Mooropferplätzen (ab 1950) sind die fragmentarischen Funde von Kragehul mindestens vier Niederlegungen in unterschiedlichen Epochen zuzuweisen. Kragehul stimmt in geographischer und chronologischer Hinsicht mit den Waffenopferungen am Kleinen Belt und entlang der südjütländischen Küste überein.
- Der älteste Abschnitt von Kragehul ist ungefähr zeitgleich mit Vimose 2
- Dem späten Abschnitt der Periode C2 gehören an: Teil der Funde von Kragehul, die Niederlegung von Ejsbøl-Nord, die späte Opferung von Thorsbjerg, Teile des Nydam Materials und der schwedischen Opferungen von Skedemosse und Hassle-Bösarp.
- Schließlich erinnern die Kragehul-Funde der Periode D an Objekte von Nydam.

## Anmerkung
1. ↑   Germanische Eisenzeit, in Dänemark von 375 bis 750, in Schweden von 400 bis 800, ist ein in der Skandinavischen Archäologie angewendeter Begriff, der auf die allgemein akzeptierte Römische Kaiserzeit folgend, die im kontinentalen Europa angewandten Begriffe Völkerwanderungszeit und Frühmittelalter ersetzt. In Schweden umfasst die Germanische Eisenzeit beispielsweise die Vendelzeit.

Koordinaten: 55° 15′ 37″ N, 10° 3′ 51″ O